# Modest fashion

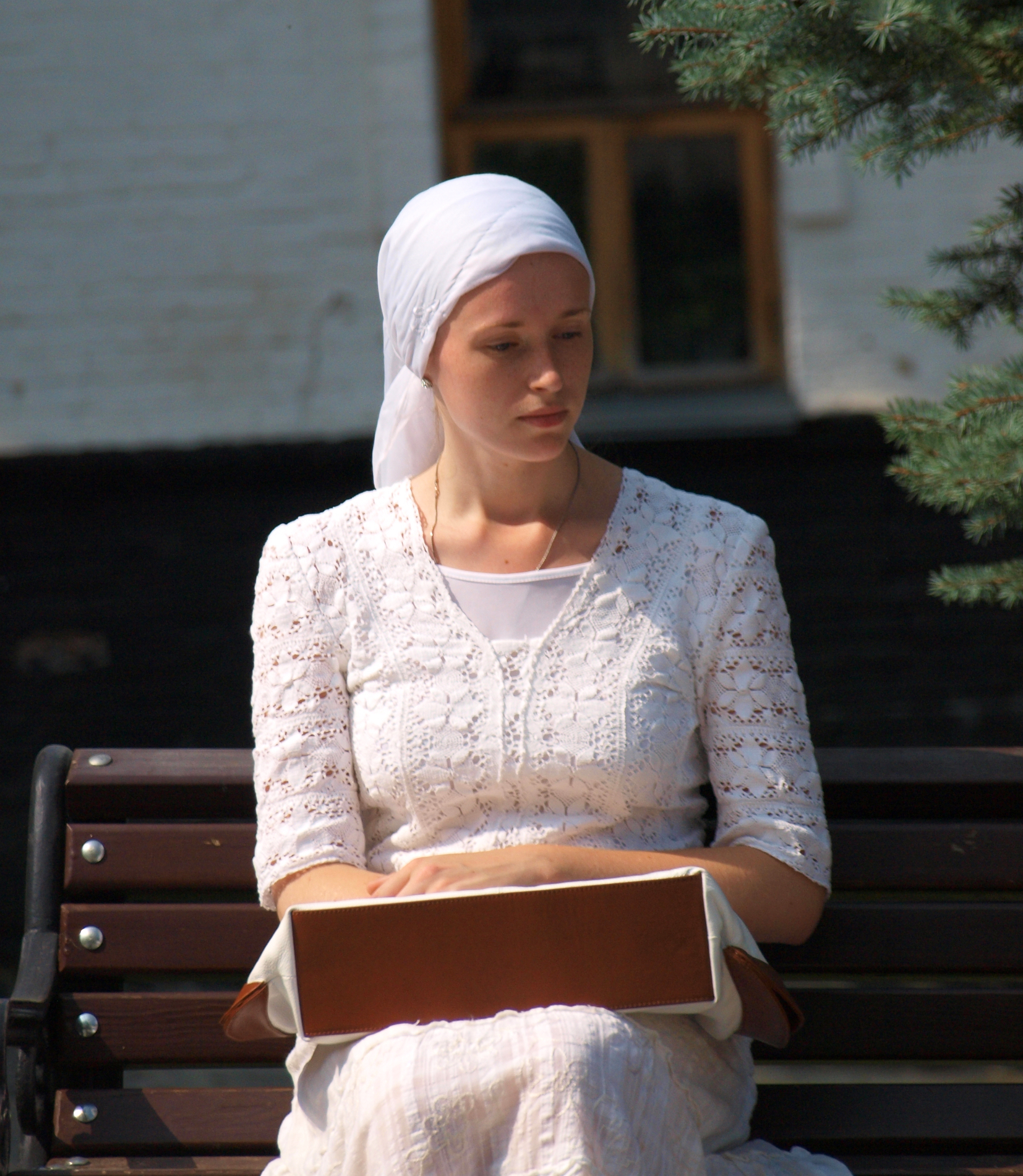
Una donna ortodossa dell'Ucraina con vestito e copricapo cristiano.

Il termine modest fashion, moda modesta o abbigliamento modesto si riferisce ad una tendenza della moda nelle donne di indossare abiti sobri che coprano maggiormente il corpo e che non siano aderenti, soprattutto per soddisfare esigenze spirituali e stilistiche motivate dalla fede, religione o dalle preferenze personali. L'esatta interpretazione di "modesto" varia tra culture e paesi. Non esiste un'interpretazione univoca, in quanto questa è influenzata dalle caratteristiche socio-culturali di ciascun paese, ma di là delle varie interpretazioni, si concorda sull'idea che la moda modesta significhi abiti larghi, vestiario comodo e coprirsi il corpo a seconda del proprio comfort.

## Storia
Il termine "modesto" può avere interpretazioni diverse oltre i confini religiosi e persino all'interno di essi. Possono esserci anche degli elementi comuni; molte donne cristiane, ebree e musulmane usano coprirsi la testa, le donne cristiane indossando un copricapo, le donne ebree lo tichel e le donne musulmane il hijab.
Il 28 luglio 2015 si è svolta a Torino una tavola rotonda internazionale con l'obiettivo di definire le linee guida per la moda modesta.
La modest fashion è un fenomeno in crescita ed è stato analizzato da studiosi come la professoressa britannica Reina Lewis del London College of Fashion, dei cui lavori sul tema si possono citare Modest Fashion: Styling Bodies, Mediating Faith (2013) e Muslim Fashion: Contemporary Style Cultures (2015).
Alla fine del 2018, la moda modesta si è rivelata un'industria da 250 miliardi di dollari.

## Accoglienza
Le persone musulmane ed ebree indossano gli abiti modesti per seguire le linee guida della religione, ma allo stesso tempo, per le donne questa scelta rappresenta una forma di emancipazione femminile. C'è ancora un "malinteso generale sul fatto che l'abbigliamento modesto sia intrinsecamente oppressivo", ha affermato Michelle Honig, giornalista di moda ebrea ortodossa e relatrice principale durante il mese della moda alla New York University per il simposio di moda Meeting Through Modesty. "Ma se le donne nei cosiddetti 'paesi liberati' scelgono ancora di coprirsi il corpo, allora hanno fatto una scelta. Hanno il libero arbitrio."
Tuttavia, alcune femministe hanno criticato la moda modesta, considerandola un concetto "cinico". Nel 2019, dopo una mostra di moda modesta ospitata a Francoforte, in Germania, Inge Bell del gruppo Terre des Femmes ha dichiarato che è stato "uno schiaffo in faccia a ragazze e donne di tutto il mondo che non vogliono indossare il velo o se lo vogliono togliere". Una lettera inviata dall'attivista alla rivista Emma ha definito la mostra un attacco alle attiviste per i diritti delle donne autoctone e straniere, sottolineando che "ogni anno, migliaia di donne in Iran vengono punite per aver violato questo codice di abbigliamento".
La moda modesta esprime comunque il consenso sul fatto che non dovrebbe essere vissuta come un fattore limitante nello stile. Le case  di moda producono modelli e collezioni che una donna musulmana, ortodossa, ebrea, cristiana o indù può indossare con stile. Dolce & Gabbana, H&M e Uniqlo, Nike (con la Ramadan collection e la "halal fashion", per indicare ciò che è permesso dalle norme della legge islamica) sono solo alcuni dei brand entrati ultimamente nel segmento di mercato della moda modesta, specialmente nel mondo luxury, realizzando abiti che coprono la maggior parte del corpo, ma che allo stesso tempo consentendo alle donne di sperimentare le ultime tendenze.